# Teiichirō Fujita
 (décembre 2024).
Si vous disposez d'ouvrages ou d'articles de référence ou si vous connaissez des sites web de qualité traitant du thème abordé ici, merci de compléter l'article en donnant les références utiles à sa vérifiabilité et en les liant à la section « Notes et références ».
Teiichirō Fujita (藤田 貞一郎, Fujita Tei'ichirō, 11 février 1935 - 13 juin 2015) était un historien économique japonais et professeur à l'Université Dōshisha.
Né à Pyongyang, Corée, il a terminé ses études supérieures d'économie à l'Université d'Osaka en 1963 et a obtenu un doctorat en économie de l'Université d'Osaka pour sa thèse concernant la « Recherche sur la pensée économique moderne : le système du Shogunat et l'idée d'« intérêt national » ». Maître de conférences à l'Université de Matsuyama et professeur à la Faculté de Commerce de l'Université de Doshisha, retraité en 2005.